# Dodge Omni 024
De Dodge Omni 024 was een sportieve variant van de Dodge Omni die van 1979 tot 1982 gebouwd werd. In 1981 werd Omni uit de naam weggelaten en heette de auto Dodge 024. Vanaf 1983 werd de auto als Dodge Charger verkocht. De Omni 024 had een zustermodel bij Plymouth dat eerst Horizon TC3 heette en eveneens hernoemd werd tot TC3.

## Ontwerp
De Omni 024 stond op hetzelfde chassis als de Omni maar had een sportiever ogende carrosserie. In het eerste productiejaar kregen de velgen ook dezelfde kleur als het koetswerk. Onder de motorkap kreeg de Omni 024 een 1,7 liter vier-in-lijnmotor van Volkswagen als standaardmotor. Die motor leverde 70 pk (52 kW). Vanaf 1981 kwam een andere vier-in-lijn van Chrysler zelf op de optielijst. Die motor had een inhoud van 2,2 liter en was 84 pk (63 kW) sterk. De auto zag er sportiever uit dan hij in werkelijkheid was en de verkoop liep slecht. Voor 1983 werd de Omni 024 hernoemd in Dodge Charger. Tijdens het laatste productiejaar werden nog vele onderdelen van het model overgenomen door de nieuwe Dodge Rampage pick-up.